# Ozothrips tubulatus
Ozothrips tubulatus är en insektsart som beskrevs av Laurence A. Mound och Walker 1986. Ozothrips tubulatus ingår i släktet Ozothrips och familjen rörtripsar. Inga underarter finns listade i Catalogue of Life.